# Борба (вестник на ДП)
Вижте пояснителната страница за други значения на Борба.
„Борба“ е български вестник, орган на Демократическата партия в Кюстендил.
Вестникът излиза от 15 февруари до 6 декември 1919 г. Помества новини и сензационни материали. Печата се от печатниците „Слави Дюлгеров“ и „Труд“ в Кюстендил. Тираж 1000 броя.